# Combinazione convessa
In matematica, una combinazione convessa è una combinazione lineare di elementi (vettori, numeri, o più in generale punti di uno spazio affine) fatta con coefficienti non negativi a somma 1, cioè una somma
{\displaystyle \lambda _{1}x_{1}+\lambda _{2}x_{2}+...+\lambda _{m}x_{m}},
dove
{\displaystyle \lambda _{1}+\lambda _{2}+...+\lambda _{m}=1} e {\displaystyle \lambda _{i}\geq 0} per ogni i.
In altre parole è una combinazione lineare positiva e affine.
Il nome "convessa" viene dal fatto che l'insieme di tutte le combinazioni convesse di un certo insieme di punti, al variare dei coefficienti, coincide con l'inviluppo convesso di quell'insieme.
Quando l'insieme è costituito da soli due punti, allora la combinazione convessa, espressa nella forma {\displaystyle \lambda x+(1-\lambda )y,\lambda \in [0,1]}, esprime tutti i punti contenuti nel segmento compreso tra {\displaystyle x} e {\displaystyle y}.
Combinazioni convesse sono ad esempio la media ponderata o il valore atteso.